# Malus platycarpa
Malus platycarpa är en rosväxtart som beskrevs av Alfred Rehder. Malus platycarpa ingår i släktet aplar, och familjen rosväxter. Utöver nominatformen finns också underarten M. p. hoopesii.